# راشد صالح التوحيد
راشد صالح التوحيد، نائب سابق في مجلس الأمة الكويتي.
خاض انتخابات مجلس الأمة الكويتي 1963 في الدائرة الخامسة، وحصل على 643 صوت وحل بالمركز الرابع وفاز بالانتخابات ، وشارك في انتخابات مجلس الأمة الكويتي 1975 في الدائرة الخامسة، وحصل على 574 صوت وحل بالمركز العاشر وخسر بالانتخابات ، وشارك في انتخابات مجلس الأمة الكويتي 1981 في الدائرة التاسعة، وحصل على 136 صوت وحل بالمركز السادس وخسر بالانتخابات. كان من أحد أبرز أعضاء حركة القوميين العرب والتي ضمت كل من زملائه الدكتور أحمد الخطيب وجاسم القطامي وسامي المنيس ويعقوب الحميضي وغيرهم.
قدَّم استجواب إلى الشيخ جابر العلي الصباح وزير الكهرباء والماء الأسبق ليكون بذلك أول استجواب لوزير من ذرية مبارك الصباح في تاريخ البرلمان الكويتي 
وكان من أحد النواب الثمانية الذين قدموا استقالتهم من مجلس الأمة سنة 1965 بسبب اقرار الحكومة لقوانين مقيده للحريات. 
أحد مؤسسي جمعية الروضة التعاونية وأول رئيس لمجلس ادارتها كما عين رئيساً لمجلس إدارة جمعية الدعية. عين أيضاً عضو في لجنة التثمين التابعة لبلدية الكويت في حقبة السبعينات